# Даль, Тора
Тора Армида Даль (швед. Tora Armida Dahl; 9 июня 1886, Стокгольм — 9 января 1982, Сёдертелье) — шведская писательница, автор автобиографических романов.

## Биография и творчество
Тора Даль родилась в 1886 году в Стокгольме. Её родителями были Теодор Даль, архитектор, и Эмма Нильсдоттер. Они были помолвлены, но не женаты, поэтому девочку отдали на воспитание приёмной матери. Лишь в возрасте одиннадцати лет Тора воссоединилась со своей родной матерью, но их отношения остались непростыми.
Закончив в 16 лет школу, Тора поступила в колледж и закончила его в 1908 году со степенью бакалавра. Некоторое время она работала учительницей и в те же годы начала писать. В 1914 году Тора Даль вышла замуж за Кнута Йенссона, изучавшего историю искусства и занимавшегося живописью. В 1930-х годах он стал влиятельным литературным критиком, и дом супругов превратился в популярный литературный салон, где собирались молодые писатели. У них бывали, в частности, Артур Лундквист, Гуннар Экелёф, Эрик Линдегрен, Эрик Асклунд, Эйвинд Юнсон, Харри Мартинсон. Литературный дебют Торы состоялся в те же годы. Самое первое своё произведение, «Generalsgatan», она создала ещё в юности, однако опубликовала лишь в 1935 году.
Примечательно, что бо́льшая часть книг Торы Даль являются автобиографическими: в общей сложности она создала 18 произведений в этом жанре. Почти вековая история Швеции, в том числе литературная, показана в них глазами постепенно взрослеющей женщины. С точки зрения тематики и эстетики они представляют собой единое целое, хотя тональность повествования постепенно меняется от лёгкой и светлой до тяжёлой и мрачной. Кроме того, в середине цикла изменяется тип повествования: первые восемь книг, охватывающие период с раннего детства героини до окончания школы, написаны от третьего лица, а персонаж носит имя Гунборг. Начиная с девятой книги повествование ведётся от первого лица, причём главную героиню зовут так же, как автора. На протяжении всего цикла она проходит долгий путь от детства до зрелости, чтобы в конце концов стать писательницей, но вместе с тем испытать разочарование и крушение иллюзий. Лишь в последней, восемнадцатой книге вновь возникает некое подобие гармонии.
Если вначале произведения Торы Даль не привлекали особого внимания критиков, то к концу жизни она стала признанным и почитаемым автором.
Тора Даль умерла в 1982 году в Сёдертелье.